# Fua'amotu
Fua'amotu es una localidad del distrito de Tatakamotonga, en Tonga. Tenía una población de 1.675 habitantes en 2021.

## Geografía

### Clima
| Parámetros climáticos promedio de Fua'amotu, Tatakamotonga (Tonga) | Parámetros climáticos promedio de Fua'amotu, Tatakamotonga (Tonga) | Parámetros climáticos promedio de Fua'amotu, Tatakamotonga (Tonga) | Parámetros climáticos promedio de Fua'amotu, Tatakamotonga (Tonga) | Parámetros climáticos promedio de Fua'amotu, Tatakamotonga (Tonga) | Parámetros climáticos promedio de Fua'amotu, Tatakamotonga (Tonga) | Parámetros climáticos promedio de Fua'amotu, Tatakamotonga (Tonga) | Parámetros climáticos promedio de Fua'amotu, Tatakamotonga (Tonga) | Parámetros climáticos promedio de Fua'amotu, Tatakamotonga (Tonga) | Parámetros climáticos promedio de Fua'amotu, Tatakamotonga (Tonga) | Parámetros climáticos promedio de Fua'amotu, Tatakamotonga (Tonga) | Parámetros climáticos promedio de Fua'amotu, Tatakamotonga (Tonga) | Parámetros climáticos promedio de Fua'amotu, Tatakamotonga (Tonga) | Parámetros climáticos promedio de Fua'amotu, Tatakamotonga (Tonga) |
| Mes                                                                | Ene.                                                               | Feb.                                                               | Mar.                                                               | Abr.                                                               | May.                                                               | Jun.                                                               | Jul.                                                               | Ago.                                                               | Sep.                                                               | Oct.                                                               | Nov.                                                               | Dic.                                                               | Anual                                                              |
| ------------------------------------------------------------------ | ------------------------------------------------------------------ | ------------------------------------------------------------------ | ------------------------------------------------------------------ | ------------------------------------------------------------------ | ------------------------------------------------------------------ | ------------------------------------------------------------------ | ------------------------------------------------------------------ | ------------------------------------------------------------------ | ------------------------------------------------------------------ | ------------------------------------------------------------------ | ------------------------------------------------------------------ | ------------------------------------------------------------------ | ------------------------------------------------------------------ |
| Temp. máx. media (°C)                                              | 29.8                                                               | 30.0                                                               | 29.6                                                               | 28.4                                                               | 26.8                                                               | 25.5                                                               | 24.7                                                               | 24.7                                                               | 25.2                                                               | 26.2                                                               | 27.6                                                               | 28.6                                                               | 27.3                                                               |
| Temp. mín. media (°C)                                              | 22.6                                                               | 23.1                                                               | 23.0                                                               | 22.2                                                               | 20.3                                                               | 19.2                                                               | 18.0                                                               | 18.0                                                               | 18.5                                                               | 19.1                                                               | 20.7                                                               | 22.1                                                               | 20.6                                                               |
| Lluvias (mm)                                                       | 215.3                                                              | 208.5                                                              | 188.2                                                              | 179.9                                                              | 136.2                                                              | 104.2                                                              | 114.4                                                              | 126.2                                                              | 127.2                                                              | 92.0                                                               | 105.7                                                              | 158.9                                                              | 1756.7                                                             |
| Días de lluvias (≥ 1 mm)                                           | 17                                                                 | 16                                                                 | 19                                                                 | 16                                                                 | 15                                                                 | 14                                                                 | 14                                                                 | 13                                                                 | 13                                                                 | 11                                                                 | 13                                                                 | 15                                                                 | 176                                                                |
| Fuente: Tonga Meteorological Services                              |                                                                    |                                                                    |                                                                    |                                                                    |                                                                    |                                                                    |                                                                    |                                                                    |                                                                    |                                                                    |                                                                    |                                                                    |                                                                    |